# Augsburger Straße 3 (Mammendorf)

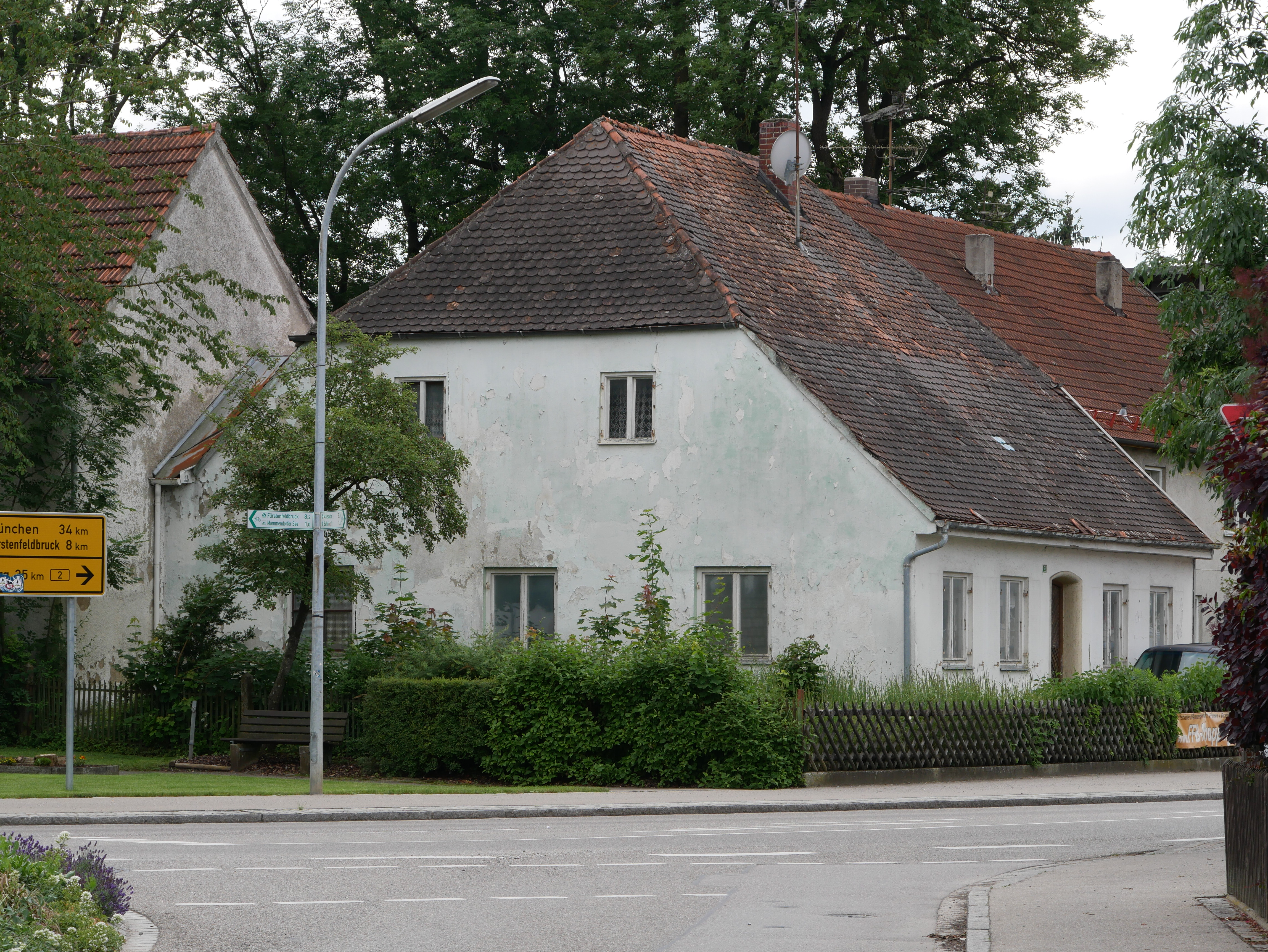
Augsburger Straße 3

Die Augsburger Straße 3 ist ein erdgeschossiges ehemaliges Hirtenhaus in Mammendorf. Das Gebäude mit Halbwalmdach aus dem zweiten Viertel des 19. Jahrhunderts  ist unter der Nummer D-1-79-136-1 als Denkmalschutzobjekt in der Liste des Bayerischen Landesamtes für Denkmalpflege eingetragen.